# Estado Song

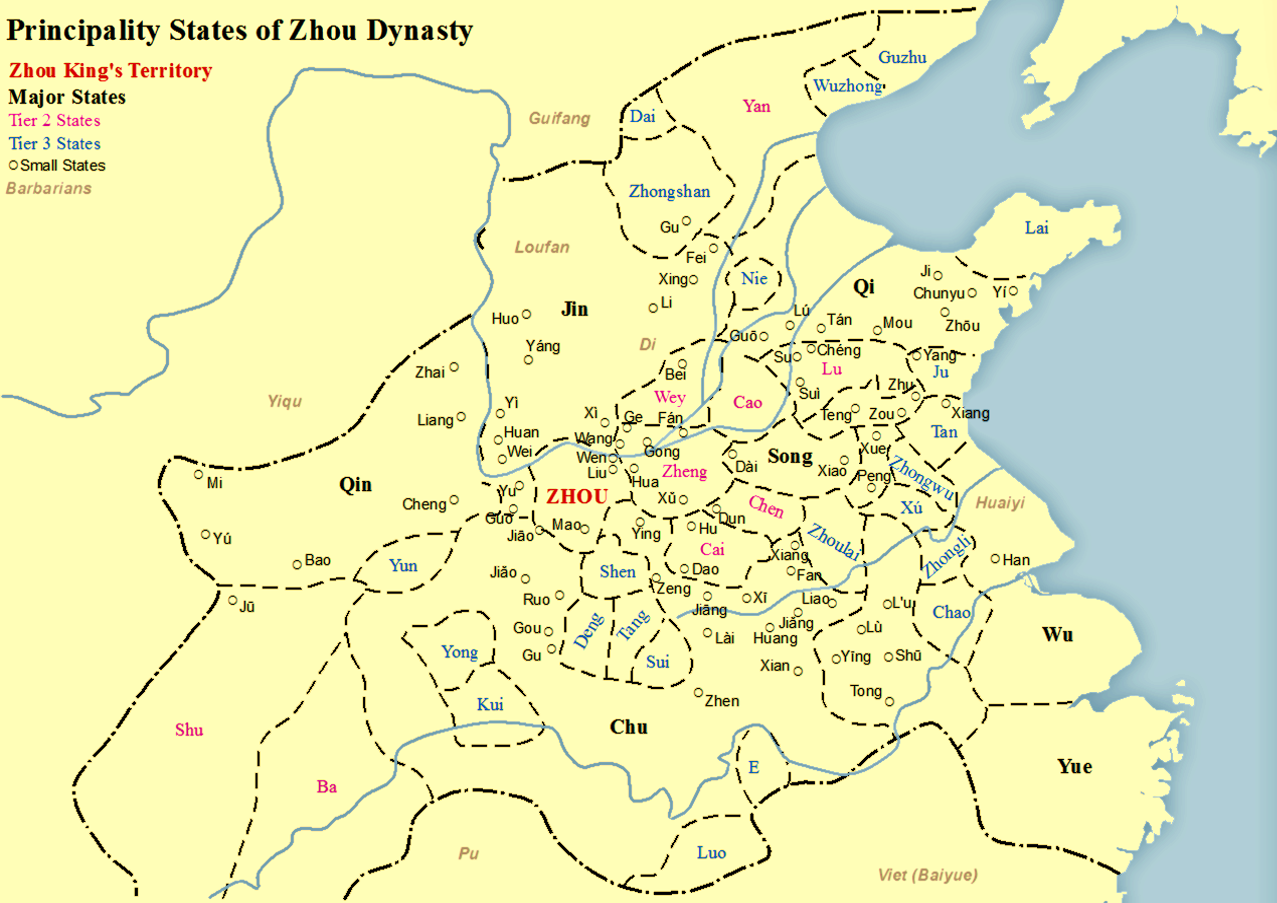
Estados de la dinastía Zhou.

Sòng (chino: 宋) fue un estado durante la dinastía Zhou con capital en Shangqiu (商邱).
Después de vencer al último rey de la dinastía Shang, el Rey Wu de Zhou concedió al hermano del vencido, Wu Geng (武庚), un feudo equivalente a ducado. En 1043 a. C. el monarca murió y su hijo, el Rey Cheng de Zhou, era demasiado joven por lo que hubo una regencia a cargo de su tío, el Duque de Zhou. Esto fue aprovechado por Wu Geng para alzarse en armas pero pocos años después estaba muerto. El territorio fue entregado a otro Shang, Weizi (微子).
En 701 a. C., mediante el matrimonio entre la Señora Yong de Song (宋雍氏) y el Duque Zhuang de Zheng (鄭莊公) les dio el control sobre el estado Zheng. Entre 651 y 637 a. C. reinó el Duque Xiang de Song (宋襄公) que es considerado uno de los Cinco Hegemones de las Primaveras y Otoños, aunque no pudo mantener su poder. En 369 a. C. Dai Ticheng (戴剔成), un pariente lejano de los gobernantes, se hizo con el poder por cuarenta años. Le sucedió su hermano menor, Yan (宋), que se proclamó rey y venció a Chu, Wei y Qi, se alió con este último y anexando en 297 a. C. Teng. En 286 a. C. fue invadido por Chu y Wei, su aliado se negó a intervenir y finalmente se hizo con su territorio.